# Álvaro Díaz González
Álvaro Díaz González (Santiago, 30 de agosto de 1972) es un periodista, productor, actor, músico, director de cine y televisión chileno. Es miembro y fundador de la productora independiente Aplaplac. Junto a Pedro Peirano es creador, director, productor, guionista, actor de voz y titiritero de la serie infantil 31 minutos.

## Biografía
Estudió periodismo en la Universidad de Chile. En televisión trabajó en Plan Z y codirigió El factor humano en el desaparecido Canal 2 Rock & Pop. En 2001, junto a su colega Pedro Peirano y Juan Manuel Egaña, fundó la productora Aplaplac, que ha realizado series como 31 minutos (el cual ha sido transmitido en México, Argentina, Brasil y el resto de los países de América Latina), Mira tú y Un país serio. En cine ha realizado 31 minutos, la película y Los dibujos de Bruno Kulczewski. Además ha dirigido varios de los videoclips del artista Pedropiedra (siendo nominado «Todos los días» por los Premios Pulsar como Vídeo del año) y el sencillo «Una nube cuelga sobre mí» de Los Bunkers. 
Ganó el Premio Altazor de las Artes Nacionales por El factor humano (2000) y 31 minutos (2004).
En 2018 editó un álbum llamado El delta de un río bajo el seudónimo de Benito Cereno. El álbum posee 12 pistas y está disponible en YouTube.
En 2020, junto a Pedro Peirano, gana el Premio Nacional de Humor de Chile.

## Filmografía

### Como director

#### Cine
- Nunca digas nunca jamás (1998); documental codirigido con Pedro Peirano.
- Los dibujos de Bruno Kulczewski (2004); codirigida con Pedro Peirano.
- 31 minutos, la película (2008); codirigida con Pedro Peirano.

#### Televisión
- El factor humano (1998); serie documental, codirigida con Pedro Peirano.
- Mira tú (2002); serie educativa, codirigida con Pedro Peirano.
- 31 minutos (2003-2005, 2014); serie infantil, codirigida con Pedro Peirano.
- Sangre, sudor y lágrimas (2004); miniserie documental, codirigida con Pedro Peirano.
- Las vacaciones de Tulio, Patana y el pequeño Tim (2009); serie infantil, codirigida con Pedro Peirano.

### Como guionista

#### Cine
- Los dibujos de Bruno Kulczewski (2004); coguionista.
- 31 minutos, la película (2008); coguionista.
- Paseo de oficina (2012).[6]
- El Bosque de Karadima (2015).[7]

#### Televisión
- Plan Z (1997); humor, actor, coguionista, codirector.
- Mira tú (2002); miniserie educativa, coguionista.
- 31 minutos (2003-2005, 2014); serie infantil, coguionista.
- Las vacaciones de Tulio, Patana y el pequeño Tim (2009); serie infantil, coguionista.

### Como productor
- Gato por liebre, (1996); humor, periodista.
- Un país serio (2009); serie documental, productor ejecutivo.

### Actuación

#### Cine
- 31 minutos, la película (2008); titiritero y voces (Juan Carlos Bodoque, Balón Von Bola, Rosario Central, Pato Tengo Miedo, Joe Pino).

#### Televisión
- Plan Z (1997); varios papeles.
- 31 minutos (2003-2005, 2014) ; titiritero y voces (Juan Carlos Bodoque, Balón Von Bola, Tío Horacio, Rosario Central, Pato Tengo Miedo, Joe Pino).
- Las vacaciones de Tulio, Patana y el pequeño Tim (2009).